# Ken Lorraway
Ken Lorraway, född 6 februari 1956, död 4 januari 2007, är en friidrottare från Australien. Han deltog vid olympiska sommarspelen 1980 och olympiska sommarspelen 1984.